# ガラタサライSK (サッカー)
ガラタサライ・スポル・クリュビュ（トルコ語: Galatasaray Spor Kulübü トルコ語発音: [ɡaɫatasaˈɾaj ˈspoɾ kulyˈby]）は、トルコ・イスタンブールをホームタウンとする、トルコプロサッカーリーグ（スュペル・リグ）に加盟するプロサッカークラブ。

## 概要
ガラタサライとして一般的に知られており、1905年にアリ・サミ・イェンによって創立された。本クラブは総合スポーツクラブであるガラタサライ・スポル・クリュビュのサッカー部門であり、総合スポーツクラブはガラタサライ大学やガラタサライ高校を含むガラタサライ・トプルルウ（ガラタサライ共同体）の一部である。
トルコで最も成功したサッカークラブであり、これまでにリーグを21回、カップを14回、TFFスュペル・クパ（スーパーカップ）を12回制している。イスタンブール・フトボル・リギの解体後、1959年からスュペル・リグの全55シーズンに参加している3チームの内の1つである。国際的には、2000年にUEFAカップ、UEFAスーパーカップを制し、ヨーロッパの優勝杯を掲げた初のトルコクラブとなった。また、UEFAカップを無敗で制した初のクラブである。国内では、スュペル・リグで4連覇（1997年、1998年、1999年、2000年）を果たした唯一のクラブである。1999-2000シーズンには、スュペル・リグ、テュルキエ・クパス、UEFAカップ、TSYDカップを制し、単一シーズンでの四冠を達成した。また、IFFHS世界ランキングで1位（2000年）になった唯一のトルコのクラブである。
2011年から、クラブの本拠地は収容人数52,695人のネフ・スタデュムである。このアリーナはスポーツスタジアムでの歓声の大きさの世界記録（131.76 dBA）を保持している。これ以前は、1963年からアリ・サミ・イェン・スタジアムを本拠地としていた。
長年のライバルは同じイスタンブールを本拠地とするベシクタシュJKとフェネルバフチェSKであり、特にフェネルバフチェとのダービーはクタラララス・デルビ（大陸間ダービー）として知られ、世界でも最大級のダービーと見なされている。
トルコ国中に多くのサポーターを抱える、最も人気のあるチームであり、2500万人のファン（約38%はトルコ国外）がいると見積られている。また、ガラタサライはトルコの最も強力なグローバルブランドであると見なされている。

### 名称および発音
ガラタサライの短縮形の呼び名はない。ファンはクラブを正式名か愛称の「Cim Bom Bom」（ジム・ボム・ボム）、あるいはそれを縮めた「Cim Bom」と呼ぶ。これは激励や感嘆の掛け声であり、言葉そのものに意味はない。
ガラタサライは複合語であるため、そのように発音される。ガラ・タサライと切って発音するのは誤りであり、ガラタ・サライのように非常に短い間を空けて発音しなければならない。
UEFAのホームページには、トルコ語での株式会社の意味を示すAŞを用いて、Galatasaray AŞ (ガラタサライ AŞ)とも表記されている。

## 歴史

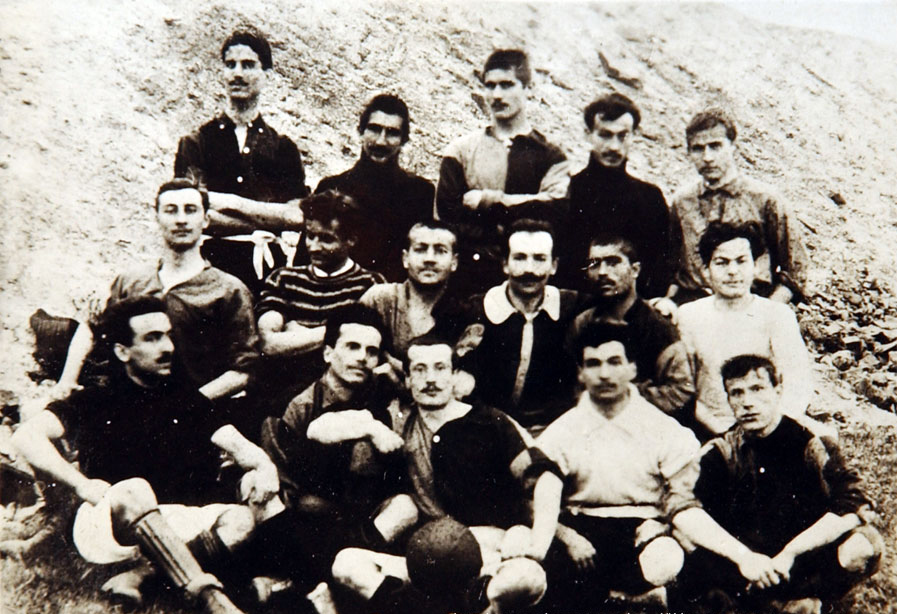
ガラタサライの最初の写真（1905年）。

ガラタサライSKは1905年の秋に、ガラタサライ高校（1481年創立）の生徒によってサッカークラブとして設立された。ガラタサライの初代代表はアリ・サミ・イェンである。初試合はCadi-Keuy FCとの間で行われ、ガラタサライが2対0で勝利した。クラブの名称に関しては議論があり、「Gloria」（勝利）や「Audace」（勇気）といった名称を提案するものもいたが、ガラタサライに決定した。
ガラタサライという名称はガラタサライ高校から取られている。ガラタサライ高校の名称は1481年に設立されたGalata Sarayı Enderûn-u Hümâyûn（ガラタ宮殿帝国学校）に由来しており、ガラタは近隣の中世ジェノアの属州ガラタから取られている。ガラタサライは直訳すると「ガラタ宮殿」という意味である。
オスマン帝国時代の1905年は結社のための法律がなかったため、クラブは公式に登録することができなかったが、1912年に結社法が出来、クラブは法的に登録された。
当初のクラブカラーは赤と白であった。これはトルコの国旗の色である。クラブカラーはその後変更され、1907年まで黄色と紺青色が使用された。1908年には赤と黄色が選ばれた。
当時、他にトルコ人のチームが存在しなかったため、ガラタサライはイングランド人やギリシャ人のチームで構成されるイスタンブール・サンデー・リーグに1905-06シーズンから参加した。ガラタサライは1907-08シーズンに初優勝を果たし、トルコサッカーの歴史の始まりを告げた。
1952年までにガラタサライは「イスタンブール・リーグ」のタイトルを10回、「サンデー・リーグ」のタイトルを6回、「フライデー・リーグ」のタイトルを3回獲得した。1952年から1959年までは、トルコ初のプロリーグ「イスタンブール・プロフェッショナル・リーグ」が開催された（ただしナショナルリーグではない）。ガラタサライは7年間で3回の優勝を果たした。
1959年に「テュルキエ・プロフェショネル・1. リギ」（現在のトルコ・スュペル・リグ）が結成された。これはトルコサッカーの全国リーグであり、ガラタサライはこれまで全てのシーズンで戦い、18度のリーグ制覇を果たしている。
1962-63シーズンから始まったトルコカップではこれまでに14回の優勝を果たしている。

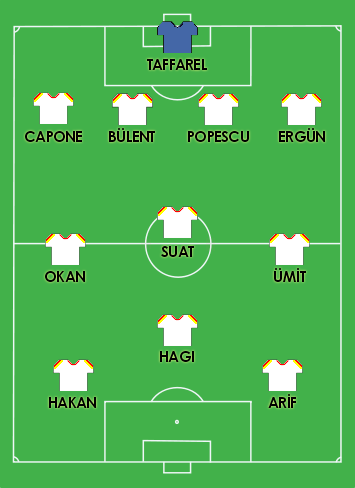
2000年5月17日、UEFAカップ決勝、アーセナルFC戦の先発メンバー。

ガラタサライは1990年代末に最も成功した。2002 FIFAワールドカップで3位、UEFA EURO 2000で準々決勝に進出したトルコサッカーの黄金世代に支えられ、トルコのサッカークラブで初のヨーロッパタイトルを手にした。才能豊かな選手達に加えて、ガラタサライのサポーターによって「地獄」と呼ばれ、威圧的な雰囲気を持つアリ・サミ・イェン・スタジアムへ訪れるのを相手チームは嫌っていた。

## クレスト

ガラタサライSKの最初のクレスト

ガラタサライの最初のエンブレムは、学籍番号333のŞevki Egeによって描かれた。これは、くちばしにサッカーボールを咥えて翼を広げた鷲を描いていた。1925年に、Ayetullah Eminによってデザインされた現在の「Ghayn-Sin」クレストになった。

## 競技場
ガラタサライが結成された時、ホームグラウンドを持つトルコのチームはなく、インスタンブル・フトボル・リギの全試合はパパズン・チャユル（現在のフェネルバフチェのホーム・シュクリュ・サラジオウル・スタジアム）で行われていた。1921年、イスタンブール初のサッカー競技場であるタクシム・スタジアムが建設された。このスタジアムはイスタンブールの全チームのホームグラウンドとして使用された。タクシム・スタジアムが1940年に解体された時、ガラタサライは大きく近代的なスタジアムの建設を決定した。第二次世界大戦の影響により、スタジアムの建設は20年以上送れた。この期間は、シェレフ・スタジアムおよびドルマバフチェ・スタジアムでプレーした。

### アリ・サミ・イェン・スタジアム
1964年12月20日、アリ・サミ・イェン・スタジアムがオープンした。ガラタサライの創設者であるアリ・サミ・イェンの名を冠したこのスタジアムは、イスタンブールの中心にあるシシリ区のメジディイェキョイ地区にある。1964年は、スタジアムの収容人数は35,000人強であった。安全や立見席の禁止などにより、1993年に全席座席付きで収容人数は22,000人に減少した。数年後、地震で損傷を受けたメインスタンドの改築により収容人数がわずかに増加した。
イスタンブールのオリンピック招致のためアタテュルク・オリンピヤト・スタドゥが建設された2002年の後、ガラタサライはUEFAチャンピオンズリーグの試合をこのスタジアムで開催し始めた。ガラタサライとオリンピアコスとの試合は79,414人の観客を集め、トルコのスタジアムにおける観客動員記録を破った。しかし、規模が小さいアリ・サミ・イェン・スタジアムもガラタサライのファンにとって歴史的な重要性を有していた。
ガラタサライが新たに建設されたテュルク・テレコム・アレナに移った後の2011年に、アリ・サミ・イェン・スタジアムは解体された。

### ラムズ・パーク
ガラタサライの新本拠地は、シシリ区のマスラク金融街に近いアスランテペ地区にあるテュルク・テレコム・アレナである。2011年1月15日にオープンした新スタジアムは座席数52,695で、トルコのクラブが所有するスタジアムの中で最大である。
2021年に不動産会社のネフ社と2031年までの10年契約を結び、ネフ・スタデュムと改名したが、2023年に契約を解消しラムズ・パークと改名した。

#### スタジアム・アンセム
1998年から、ガラタサライの選手がゴールを決めた後は必ず、エルメス・ハウス・バンドの「恋のサバイバル（I Will Survive）」の最終部が歌われる。この曲の歌詞は英語であるが、最終部は「ラ・ラ・ラ・ラ」以外に歌詞はない。また、試合前は必ず北米インディアンの非常に古いチャントであるフロリダ州ウォー・チャント（Galatasaray War Chant）が、ガラタサライのスカーフやバナー、旗を振るファンによって歌われる。このスタジアム・アンセムとサポーターによる絶え間のない轟音のため、多くの人々はスタジアムを「ジェヘンネム Cehennem」（地獄）と呼ぶ。

### スタジアムの歴史
| #  | Stadium                              | Years     |
| -- | ------------------------------------ | --------- |
| 1  | パパズン・チャユル                   | 1905–1921 |
| 2  | タクスィム・スタジアム               | 1921–1940 |
| 3  | シェレフ・スタジアム                 | 1940–1948 |
| 4  | ドルマバフチェ・スタジアム           | 1948–1966 |
| 5  | アリ・サミ・イェン・スタジアム       | 1966–1972 |
| 6  | ドルマバフチェ・スタジアム           | 1972–1980 |
| 7  | アリ・サミ・イェン・スタジアム       | 1980–1984 |
| 8  | ドルマバフチェ・スタジアム           | 1984–1986 |
| 9  | アリ・サミ・イェン・スタジアム       | 1986–2003 |
| 10 | アタテュルク・オリンピヤト・スタドゥ | 2003–2004 |
| 11 | アリ・サミ・イェン・スタジアム       | 2004–2011 |
| 12 | ネフ・スタデュム                     | 2011–     |

| # | スタジアム                           | 使用年数 |
| - | ------------------------------------ | -------- |
| 1 | アリ・サミ・イェン・スタジアム       | 34       |
| 2 | ドルマバフチェ・スタジアム           | 28       |
| 3 | タクスィム・スタジアム               | 18       |
| 4 | パパズン・チャユル                   | 17       |
| 5 | シェレフ・スタジアム                 | 8        |
| 6 | テュルク・テレコム・アレナ           | 2        |
| 7 | アタテュルク・オリンピヤト・スタドゥ | 1        |

### 選手の記録
- スュペル・リグ最多出場
  -  ビュレント・コルクマズ – 430
- スュペル・リグ最多得点
  -  ハカン・シュキュル – 228
- 最多出場
  -  トゥルガイ・シェレン – 631
- 最多得点
  -  メティン・オクタイ – 538

## サポーター

### ヨーロッパでの試合
ガラタサライのファンはヨーロッパでの大会を重要視しており、ガラタサライはファンによって「欧州の征服者」として知られている。この愛称は、ガラタサライが1999-2000シーズンにUEFAカップとUEFAスーパーカップを制したことから来ている。ガラタサライのファンは、ultrAslanと共に、世界で最も熱狂的なファンとしても知られている。

### トルコにおけるガラタサライの人気
メディアの世論調査によると2000年以来、ガラタサライSKはトルコで最も人気のあるチームである。2012年6月に行われた調査では、ガラタサライSKが41.8%で1位、フェネルバフチェSKが35.9%で2位、ベシクタシュJKが16.3%で3位、トラブゾンスポルが4.7%で4位であった。

### イスタンブール・ダービー

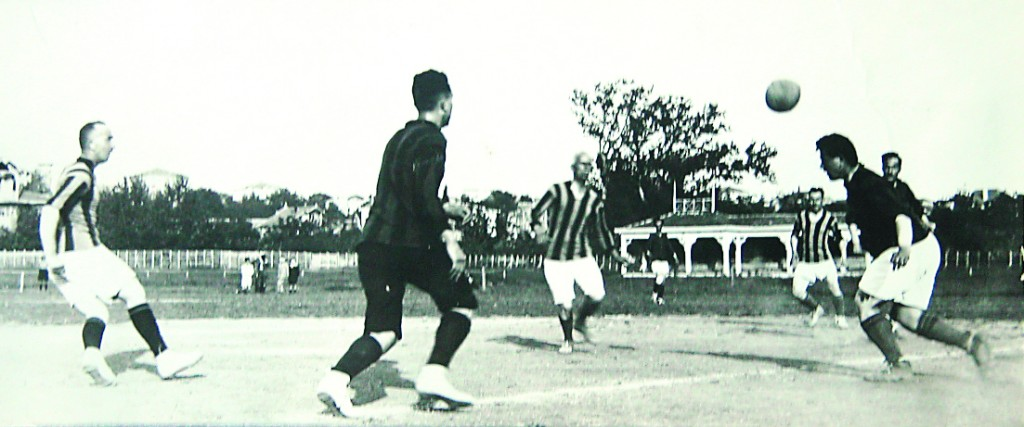
1909年1月17日にパパズン・チャユルで行われた初の「大陸間ダービー」。

イスタンブールの「ビッグ・スリー」クラブであるベシクタシュJK、フェネルバフチェSK、ガラタサライSKは100年以上ライバル関係にある。ガラタサライとフェネルバフチェのライバル関係は、イスタンブール最大のダービーであり、トルコサッカーにおける最も重要なライバル関係である。このダービーはサポーターにとって象徴的な重要性を持っており、サポーターはダービーに勝利せずにリーグを制したとしても空虚であるとしばしば口にする。以前はサポーター間の暴力などが数え切れない程起こっていたが、近年は減少傾向にある。ダービーの特徴は、満員の観客、試合の間途切れない大音量の声援、キックオフ前にサポーターによる相手チームを嘲る振り付けなどである。その他の1部に所属するイスタンブールのクラブ（イスタンブールBB、カスムパシャSK）とのダービーマッチもあるが、歴史的にはライバル関係は薄く、ビッグスリー同士のダービーのように国内中からの関心は集めない。

## タイトル

### 国内大会
- スュペル・リグ:
  - 1961-62, 1962-63, 1968-69, 1970-71, 1971-72, 1972-73, 1986-87, 1987-88, 1992-93, 1993-94, 1996-97, 1997-98, 1998-99, 1999-00, 2001-02, 2005-06, 2007-08, 2011-12, 2012-13, 2014-15, 2017-18, 2018-19, 2022-23, 2023-24
- テュルキエ・クパス:
  - 1963, 1964, 1965, 1966, 1973, 1976, 1982, 1985, 1991, 1993, 1996, 1999, 2000, 2005, 2014, 2015, 2016, 2019
- スュペル・クパ: 
  - 1966, 1969, 1972, 1982, 1987, 1988, 1991, 1993, 1996, 1997, 2008, 2012, 2013, 2015

### 国際大会
- UEFAスーパーカップ:
  - 2000
- UEFAカップ:
  - 1999–2000

### 現存しない国内大会
- ミッリ・キュメ・シャムピヨナス:
  - 1938–39
- バシュバカンルク・クパス:
  - 1975, 1979, 1986, 1990, 1995
- TSYDカップ:
  - 1963, 1966, 1967, 1970, 1977, 1981, 1987, 1991, 1992, 1997, 1998, 1999
- アタテュルク・ガズィ・カップ:
  - 1928
- 50. Yıl カップ:
  - 1973

### 現存しない地域大会
- イスタンブール・フトボル・リギ:
  - 1908–09, 1909–10, 1910–11, 1914–15, 1915–16, 1921–22, 1924–25, 1925–26, 1926–27, 1928–29, 1930–31, 1948–49, 1954–55, 1955–56, 1957–58
- イスタンブール・フトボル・クパス:
  - 1942, 1943
- イスタンブール・シルディ:
  - 1932–33
- ユニオン・クラブ・カップ:
  - 1909

## 過去の成績
| シーズン | リーグ戦       | リーグ戦 | リーグ戦 | リーグ戦 | リーグ戦 | リーグ戦 | リーグ戦 | リーグ戦 | リーグ戦 | テュルキエ・クパス | 欧州カップ | 欧州カップ       |
| シーズン | ディビジョン   | 順位     | 試       | 勝       | 分       | 敗       | 得       | 失       | 点       | テュルキエ・クパス | 欧州カップ | 欧州カップ       |
| -------- | -------------- | -------- | -------- | -------- | -------- | -------- | -------- | -------- | -------- | ------------------ | ---------- | ---------------- |
| 1992-93  | スュペル・リグ | 1位      | 30       | 20       | 6        | 4        | 74       | 21       | 66       | 優勝               | UC         | ベスト16         |
| 1993-94  | スュペル・リグ | 1位      | 30       | 22       | 4        | 4        | 67       | 28       | 70       | 準優勝             | CL         | 準々決勝敗退     |
| 1994-95  | スュペル・リグ | 3位      | 34       | 21       | 6        | 7        | 76       | 38       | 69       | 準優勝             | CL         | GS敗退           |
| 1995-96  | スュペル・リグ | 4位      | 34       | 21       | 5        | 8        | 67       | 38       | 68       | 優勝               | UC         | 予選ラウンド敗退 |
| 1996-97  | スュペル・リグ | 1位      | 34       | 25       | 7        | 2        | 90       | 30       | 82       | ベスト16           | CWC        | ベスト16         |
| 1997-98  | スュペル・リグ | 1位      | 34       | 23       | 6        | 5        | 86       | 43       | 75       | 準優勝             | CL         | GS敗退           |
| 1998-99  | スュペル・リグ | 1位      | 34       | 23       | 9        | 2        | 85       | 30       | 78       | 優勝               | CL         | GS敗退           |
| 1999-00  | スュペル・リグ | 1位      | 34       | 24       | 7        | 3        | 77       | 23       | 79       | 優勝               | CL         | GS敗退           |
| 1999-00  | スュペル・リグ | 1位      | 34       | 24       | 7        | 3        | 77       | 23       | 79       | 優勝               | UC         | 優勝             |
| 2000-01  | スュペル・リグ | 2位      | 34       | 23       | 4        | 7        | 77       | 35       | 73       | 準決勝敗退         | CL         | 準々決勝敗退     |
| 2001-02  | スュペル・リグ | 1位      | 34       | 24       | 6        | 4        | 75       | 31       | 78       | ベスト32           | CL         | ベスト16         |
| 2002-03  | スュペル・リグ | 2位      | 34       | 24       | 5        | 5        | 61       | 27       | 77       | 準々決勝敗退       | CL         | GS敗退           |
| 2003-04  | スュペル・リグ | 6位      | 34       | 15       | 9        | 10       | 56       | 47       | 54       | ベスト16           | CL         | GS敗退           |
| 2003-04  | スュペル・リグ | 6位      | 34       | 15       | 9        | 10       | 56       | 47       | 54       | ベスト16           | UC         | ベスト32         |
| 2004-05  | スュペル・リグ | 3位      | 34       | 24       | 4        | 6        | 64       | 25       | 76       | 優勝               | —          | —                |
| 2005-06  | スュペル・リグ | 1位      | 34       | 26       | 5        | 3        | 82       | 34       | 83       | 準々決勝敗退       | UC         | 1回戦敗退        |
| 2006-07  | スュペル・リグ | 3位      | 34       | 15       | 11       | 8        | 58       | 37       | 56       | 準々決勝敗退       | CL         | GS敗退           |
| 2007-08  | スュペル・リグ | 1位      | 34       | 24       | 7        | 3        | 64       | 23       | 79       | 準決勝敗退         | UC         | GS敗退           |
| 2008-09  | スュペル・リグ | 5位      | 34       | 17       | 8        | 9        | 57       | 39       | 61       | 準々決勝敗退       | CL         | 予選3回戦敗退    |
| 2008-09  | スュペル・リグ | 5位      | 34       | 17       | 8        | 9        | 57       | 39       | 61       | 準々決勝敗退       | UC         | ベスト16         |
| 2009-10  | スュペル・リグ | 3位      | 34       | 19       | 7        | 8        | 61       | 35       | 64       | 準々決勝敗退       | EL         | ベスト32         |
| 2010-11  | スュペル・リグ | 8位      | 34       | 14       | 4        | 16       | 41       | 46       | 46       | 準々決勝敗退       | EL         | プレーオフ敗退   |
| 2011-12  | スュペル・リグ | 1位      | 34       | 23       | 8        | 3        | 69       | 24       | 77       | ベスト16           | —          | —                |
| 2012-13  | スュペル・リグ | 1位      | 34       | 21       | 8        | 5        | 66       | 35       | 71       | 5回戦敗退          | CL         | 準々決勝敗退     |
| 2013-14  | スュペル・リグ | 2位      | 34       | 18       | 11       | 5        | 59       | 32       | 65       | 優勝               | CL         | ベスト16         |
| 2014-15  | スュペル・リグ | 1位      | 34       | 24       | 5        | 5        | 60       | 35       | 77       | 優勝               | CL         | GS敗退           |
| 2015-16  | スュペル・リグ | 6位      | 34       | 13       | 12       | 9        | 69       | 49       | 51       | 優勝               | CL         | GS敗退           |
| 2015-16  | スュペル・リグ | 6位      | 34       | 13       | 12       | 9        | 69       | 49       | 51       | 優勝               | EL         | ベスト32         |
| 2016-17  | スュペル・リグ | 4位      | 34       | 20       | 4        | 10       | 65       | 40       | 64       | ベスト16           | —          | —                |
| 2017-18  | スュペル・リグ | 1位      | 34       | 24       | 3        | 7        | 75       | 33       | 75       | 準決勝敗退         | EL         | 予選2回戦敗退    |
| 2018-19  | スュペル・リグ | 1位      | 34       | 20       | 9        | 5        | 72       | 36       | 69       | 優勝               | CL         | GS敗退           |
| 2018-19  | スュペル・リグ | 1位      | 34       | 20       | 9        | 5        | 72       | 36       | 69       | 優勝               | EL         | ベスト32         |
| 2019-20  | スュペル・リグ | 6位      | 34       | 15       | 11       | 8        | 55       | 37       | 56       | 準々決勝敗退       | CL         | GS敗退           |
| 2020-21  | スュペル・リグ | 2位      | 40       | 26       | 6        | 8        | 80       | 36       | 84       | 準々決勝敗退       | EL         | プレーオフ敗退   |
| 2021-22  | スュペル・リグ | 13位     | 38       | 14       | 10       | 14       | 51       | 53       | 52       | 5回戦敗退          | CL         | 予選2回戦敗退    |
| 2021-22  | スュペル・リグ | 13位     | 38       | 14       | 10       | 14       | 51       | 53       | 52       | 5回戦敗退          | EL         | ベスト16         |
| 2022-23  | スュペル・リグ | 1位      | 36       | 28       | 4        | 4        | 83       | 27       | 88       | 準々決勝敗退       | —          | —                |
| 2023-24  | スュペル・リグ | 1位      | 38       | 33       | 3        | 2        | 92       | 26       | 102      | 準々決勝敗退       | CL         | GS敗退           |
| 2023-24  | スュペル・リグ | 1位      | 38       | 33       | 3        | 2        | 92       | 26       | 102      | 準々決勝敗退       | EL         | プレーオフ敗退   |
| 2024-25  | スュペル・リグ | 位       |          |          |          |          |          |          |          |                    | CL         | プレーオフ敗退   |

## 現所属メンバー
2025年3月20日現在
注：選手の国籍表記はFIFAの定めた代表資格ルールに基づく。
| No. | Pos. |                  | 選手名                     |
| --- | ---- | ---------------- | -------------------------- |
| 1   | GK   | ウルグアイ       | フェルナンド・ムスレラ ()  |
| 4   | DF   | セネガル         | イスマイル・ヤコブス ()    |
| 5   | MF   | トルコ           | エユップ・アイディン ()    |
| 6   | DF   | コロンビア       | ダビンソン・サンチェス     |
| 7   | FW   | ブルガリア       | シャッライ・ロランド       |
| 8   | MF   | ドイツ           | ケレム・デミルバイ ()      |
| 9   | FW   | アルゼンチン     | マウロ・イカルディ ()      |
| 10  | FW   | ベルギー         | ドリース・メルテンス       |
| 11  | FW   | トルコ           | ユヌス・アクギュン         |
| 17  | DF   | トルコ           | エレン・エルマニ           |
| 18  | MF   | コートジボワール | ベルカン・クトル ()        |
| 19  | GK   | トルコ           | ギュナイ・ギュヴェンチ ()* |
| 20  | MF   | ブラジル         | ガブリエウ・サラ           |
| 21  | FW   | トルコ           | アフメド・クトゥジュ ()    |
| 23  | DF   | トルコ           | カーン・アイハン ()        |

| No. | Pos. |              | 選手名                         |
| --- | ---- | ------------ | ------------------------------ |
| 24  | DF   | デンマーク   | エリアス・ジェラート           |
| 26  | DF   | コロンビア   | カルロス・クエスタ             |
| 29  | DF   | ポーランド   | プジェミスワフ・フランコフスキ |
| 30  | FW   | オーストリア | ユスフ・デミル                 |
| 33  | MF   | トルコ       | ギョクデニズ・グルプス ()      |
| 34  | MF   | ウルグアイ   | ルーカス・トレイラ ()          |
| 38  | GK   | トルコ       | アタカン・オルドゥ             |
| 42  | DF   | トルコ       | アブドゥルケリム・バルダクチ   |
| 45  | FW   | ナイジェリア | ヴィクター・オシムヘン         |
| 50  | GK   | トルコ       | ジャンカット・ユルマズ         |
| 53  | FW   | トルコ       | バルシュ・アルペル・ユルマズ   |
| 77  | FW   | スペイン     | アルバロ・モラタ               |
| 83  | MF   | トルコ       | エフェ・アクマン               |
| 90  | DF   | フランス     | エテハン・バルタチ             |
| 99  | MF   | ガボン       | マリオ・レミナ ()              |

監督
- オカン・ブルク

### ローン移籍
in
注：選手の国籍表記はFIFAの定めた代表資格ルールに基づく。
| No. | Pos. |            | 選手名                                  |
| --- | ---- | ---------- | --------------------------------------- |
| 4   | DF   | セネガル   | イスマイル・ヤコブス (モナコ) ()        |
| 29  | DF   | ポーランド | プジェミスワフ・フランコフスキ (ランス) |

| No. | Pos. |              | 選手名                          |
| --- | ---- | ------------ | ------------------------------- |
| 45  | FW   | ナイジェリア | ヴィクター・オシムヘン (ナポリ) |
| 77  | FW   | スペイン     | アルバロ・モラタ (ミラン)       |

out
注：選手の国籍表記はFIFAの定めた代表資格ルールに基づく。
| No. | Pos. |                  | 選手名                                    |
| --- | ---- | ---------------- | ----------------------------------------- |
| --  | MF   | イタリア         | ニコロ・ザニオーロ (フィオレンティーナ)   |
| --  | FW   | コートジボワール | ウィルフレッド・ザハ (シャーロット) ()    |
| --  | DF   | デンマーク       | ヴィクトル・ネルソン (ローマ)             |
| --  | DF   | ドイツ           | デリック・ケーン (ブレーメン) ()          |
| --  | DF   | トルコ           | カズミカン・カラカス (オレンブルク)       |
| --  | MF   | トルコ           | タイラン・アンタルヤル (ポドルムスポル)   |
| --  | FW   | トルコ           | ハリル・デルヴィショール (ガズィアンテプ) |
| --  | DF   | デンマーク       | マティアス・ロス (スパルタ・プラハ)       |
| --  | FW   | トルコ           | エレン・アイドゥン (サルイェル)           |
| --  | MF   | トルコ           | シラチャン・ナス (ボルスポル)             |

| No. | Pos. |        | 選手名                                            |
| --- | ---- | ------ | ------------------------------------------------- |
| --  | GK   | トルコ | バトゥハン・シェン (コジャエリスポル)             |
| --  | GK   | トルコ | ジャンカット・ユルマズ (アダナスポル)             |
| --  | DF   | トルコ | アリ・トゥラップ・ビュルビュル (ウムラニエスポル) |
| --  | MF   | トルコ | バラン・アクサカ (イェニ・アクサライスポル) ()    |
| --  | FW   | トルコ | バラン・デミロール (カラギュムリュク)             |
| --  | DF   | トルコ | アリ・イェシルユルト (アルダ・クルジャリ) ()      |
| --  | FW   | トルコ | アリ・エフェ・チョルデク (ジンブル・キシナウ)     |

## 歴代監督
- オズカン・シュメル 1982-1983
- トミスラフ・イヴィッチ 1983-1984
- ユップ・デアヴァル 1984-1987
- ムスタファ・デニズリ 1987-1989
- ジークフリート・ヘルト 1989-1990
- ムスタファ・デニズリ 1990-1992
- カール・ハインツ・フェルカンプ 1992-1993
- ラインハルト・ザフティク 1994-1995
- グレアム・スーネス 1995-1996
- ファティ・テリム 1996-2000
- ミルチェア・ルチェスク 2000-2002
- ファティ・テリム 2002-2004
- ゲオルゲ・ハジ 2004-2005
- エリック・ゲレツ 2005-2007
- カール・ハインツ・フェルドカンプ 2007-2008
- ミヒャエル・スキッベ 2008
- ビュレント・コルクマズ 2009
- フランク・ライカールト 2009-2010
- ゲオルゲ・ハジ 2010-2011
- ファティ・テリム 2011-2013
- ロベルト・マンチーニ 2013-2014
- チェーザレ・プランデッリ 2014
- ハムザ・ハムザオール 2014-2015
- ムスタファ・デニズリ 2015-2016
- ヤン・オルデ・リーケリンク 2016-2017
- イゴール・トゥドール 2017
- ファティ・テリム 2017-2022
- ドメネク・トレント 2022
- オカン・ブルク 2022-

## 歴代所属選手

### GK
- ブラッド・フリーデル 1995-1996
- クラウディオ・タファレル 1998-2001
- ファリド・モンドラゴン 2001-2007
- リチャード・キングソン 2003-2005
- モルガン・デ・サンクティス 2008-2009
- レオ・フランコ 2009-2010
- フェルナンド・ムスレラ 2011-

### DF
| - ファティ・テリム 1974-1985 - ビュレント・コルクマズ 1984-2005 - ラインハルト・シュトゥンプ 1992-1994 - ウルリッヒ・ファン・ホッベル 1995-1996 - ウミト・ダバラ 1996-2001, 2002-2003 - ゲオルゲ・ポペスク 1997-2001 - イウリアン・フィリペスク 1997-1999 - カポネ 2000-2002 - ブルーノ・クアドロス 2000 - アベル・シャビエル 2002-2003 - モハメド・サール 2002-2003 - ガブリエル・タマシュ 2003 - サブリ・サリオール 2003-2017 | - フランク・デ・ブール 2004 - リゴベール・ソング 2004-2008 - ハカン・バルタ 2006-2018 - フェルナンド・メイラ 2008-2009 - ジャネル・エルキン 2009-2010 - ギョクハン・ザン 2009-2015 - セミフ・カヤ 2009-2017, 2019 - エミリアーノ・インスア 2010-2011 - ルーカス・ニール 2010-2011 - トマーシュ・ウイファルシ 2011-2013 - エマニュエル・エブエ 2011-2015 - 長友佑都 2018-2020 |

### MF
| - ゲオルゲ・ハジ 1996-2001 - エムレ・ベロゾール 1997-2001 - トゥガイ・ケリモール 1988-2000 - ウフク・タレイ 1998-1999, 2000-2001 - ハサン・シャシュ 1998-2009 - パベル・ホルバト 2001-2002 - フラビオ・コンセイソン 2004-2005 - アルダ・トゥラン 2004-2011 - サシャ・イリッチ 2005-2007 - ハカン・ヤキン 2005 - フランク・リベリー 2005 - 稲本潤一 2006-2007 - オカン・ブルク 2006-2008 | - メフメト・トパル 2006-2010 - トビアス・リンデロート 2007-2010 - アーメド・アピマー・バルッソ 2008 - ハリー・キューウェル 2008-2011 - エラーノ 2009-2010 - ジョバニ・ドス・サントス 2010 - ズヴェズダン・ミシモヴィッチ 2010-2011 - エマヌエル・クリオ 2011 - フェリペ・メロ 2011-2015 - アルベルト・リエラ 2011-2014 - セルチュク・イナン 2011- - ウェズレイ・スナイデル 2013-2017 |

### FW
| - ディディエ・シクス 1987-1988 - ハカン・シュキュル 1992-1995, 1995-2000, 2003-2008 - ディーン・ソーンダース 1995-1996 - アドリアン・イリエ 1997-1998 - マリオ・ジャルデウ 2000-2001 - ムボ・ムペンザ 2001 - クリスティアン 2002 - マレク・ハインツ 2005-2006 - シャバニ・ノンダ 2007-2010 | - ミラン・バロシュ 2008-2013 - アブドゥル・カデル・ケイタ 2009-2010 - ジョー 2010 - フアン・パブロ・ピノ 2010-2013 - ヨハン・エルマンデル 2011- - コリン・カジム＝リチャーズ 2011-2013 - セルジャン・ユルドゥルム 2011- - ディディエ・ドログバ 2013-2014 |